# Orta di Atella
Orta di Atella é uma comuna italiana da região da Campania, província de Caserta, com cerca de 13082 habitantes. Estende-se por uma área de 10 km², tendo uma densidade populacional de 1308 hab/km². Faz fronteira com comunilimitrofi = Caivano, Marcianise, Sant'Arpino, Succivo.

## Demografia
| Variação demográfica do município entre 1861 e 2011                               |
|                                                                                   |
| Fonte: Istituto Nazionale di Statistica (ISTAT) - Elaboração gráfica da Wikipedia |